# Šarūnas Bartas
Šarūnas Bartas (ur. 16 sierpnia 1964 w Szawlach) – litewski reżyser, scenarzysta i producent filmowy. Jeden z najwybitniejszych twórców współczesnego kina litewskiego.
Zasiadał w jury konkursu głównego na 55. MFF w Wenecji (1998).

## Filmografia

### Reżyser
- Tofolaria (1986)
- Pamięć minionych czasów (Praėjusios dienos atminimui, 1990)
- Trzy dni (Trys dienos, 1991)
- Korytarz (Koridorius, 1994)
- Nas niewielu (Mūsų nedaug, 1996)
- Dom (Namai, 1997)
- Wolność (Laisvė, 2000)
- Wizje Europy (Visions of Europe, 2004) – segment Children Lose Nothing
- Siedmiu niewidzialnych (Septyni nematomi žmonės, 2005)
- Euroazjata (Eurazijos aborigenas, 2010)
- Pokój nam w naszych snach (Ramybė mūsų sapnuose, 2015)
- Szron (Šerkšnas, 2017)
- O zmierzchu (Sutemose, 2019)

## Wybrane nagrody
- Nagroda Publiczności na Międzynarodowym Festiwalu Filmu Dokumentalnego w Amsterdamie za Pamięć minionych czasów (1990)
- Wyróżnienie FIPRESCI oraz Wyróżnienie Jury Ekumenicznego w sekcji „Forum Nowego Kina” na 42. MFF w Berlinie za Trzy dni (1992)
- Nagroda FIPRESCI na Viennale za Korytarz (1995)
- Nagroda CICAE w Turynie na Międzynarodowym Festiwalu Młodego Kina za Korytarz (1995)
- Nagroda „CinemAvvenire” na 57. MFF w Wenecji za Wolność (2000)